# Почётный химик СССР
Почётный химик СССР — почётное звание в СССР — ведомственная награда, учрежденная Министерством химической промышленности СССР.

## Знак
Материал знака — томпак. Покрытие — горячая эмаль. Накладные элементы — шестигранник с схематическим изображением химического производства. Крепление знака — булавка.
Размер знака — 35 х 56 мм. Завод изготовитель знака — Ленинградский монетный двор.